# Шагас, Карлус
Ка́рлус Жустиниа́ну Рибе́йру Ша́гас (порт. Carlos Justiniano Ribeiro Chagas; 9 июля 1879, Оливейра (Минас-Жерайс) — 8 ноября 1934, Рио-де-Жанейро) — бразильский медик, впервые описавший болезнь Шагаса.

## Биография
Шагас был сыном Жозе Жустиниану дас Шагаса (порт. José Justiniano das Chagas), кофейного плантатора (предками которого были фермеры, приехавшие в Бразилию из Португалии ещё в середине XVI века), и Марианы Кандиды Шагас (порт. Mariana Cândida Chagas). Отец мальчика умер, когда ему было всего 4 года. В семилетнем возрасте был направлен в школу-интернат иезуитов, располагавшийся в Иту (Сан-Паулу; позже продолжал обучение в средней школе в Сан-Жуан-дел-Рей и в горной школе в Ору-Прету (Минас-Жерайс). Под влиянием дяди-врача поступил в 1897 году в медицинский институт в Рио-де-Жанейро, который окончил в 1902 году.

## Научные достижения
Окончив институт, Шагас работал в Федеральном институте сывороточной терапии в Рио-де-Жанейро и через год, в 1903 году, защитил там докторскую диссертацию. Она называлась «Гематологические аспекты малярии» и была написана под руководством ведущего бразильского медика-паразитолога Освалду Круса, возглавлявшего институт.
После этого Шагас поступил на работу в портовую администрацию города Сантус для борьбы с малярией у портовых рабочих и добился в этом направлении существенных успехов, направив свои усилия на профилактику заболеваемости путём борьбы с переносчиками заболевания — насекомыми. Шагас предложил программу опрыскивания инсектицидами районов проживания рабочих; позже эта методика получила в Бразилии широкое распространение.
В 1906 году Шагас перешёл на постоянную работу в Федеральный институт сывороточной терапии (позднее переименованный в Институт Освалду Круса). Институт командировал его для борьбы с малярией в район реки Сан-Франсиску, где Шагас провёл два года. Здесь Шагас обратил внимание на кровососущего клопа Triatoma из семейства хищнецов и в 1909 году обнаружил, что этот клоп является носителем ранее неизвестного простейшего-паразита из рода Trypanosoma; Шагас назвал его Trypanosoma cruzi в честь Освалду Круса. Далее Шагас выяснил, что клоп передаёт трипаносому укушенному им человеку. Обследовав обезьян, заражённых трипаносомой, Шагас выявил симптомы вызываемых этим простейшим заболевания, и обнаружил их же у местного населения. В результате всех своих исследований Шагас в своей статье единолично полностью описал новонайденную инфекцию (её возбудителя, переносчика, способ заражения, клинические проявления и эпидемиологию), что представляет собой уникальный случай в истории медицины.
Попутно Шагас описал также новый грибок, обнаруженный в лёгких у больных, хотя первоначально принял его за особую форму жизненного цикла трипаносомы. В качестве самостоятельного вида этот грибок был описан годом позже — в 1910 году — другим бразильским специалистом, Антонио Карини, став первым исследованным представителем рода Pneumocystis (значительно позже данный род стал предметом интереса многих специалистов — в связи с тем, что другой вид этого грибка вызывает пневмоцистную пневмонию).
Открытие Шагаса получило широкое признание. Он был избран в бразильскую Национальную медицинскую академию, дважды номинирован на Нобелевскую премию по медицине. В 1917—1934 гг. Шагас возглавлял Институт Освалду Круса.

## Признание
Именем Шагаса был назван муниципалитет в штате Минас-Жерайс.

## Семья
Сын Шагаса — также выдающийся медик, Карлус Шагас Филью.